# Liste des membres du Conseil des États suisse
Cette liste énumère les 46 membres du Conseil des États suisse. Pour les abréviations, voir leur signification sous Partis politiques en Suisse.
Pour les 200 membres du Conseil national, voir sous Liste des membres du Conseil national suisse.

## Législature 2011-2015
| Canton                       | 1er siège              | Parti | 2e siège                   | Parti      |
| ---------------------------- | ---------------------- | ----- | -------------------------- | ---------- |
| Argovie                      | Pascale Bruderer       | PSS   | Christine Egerszegi-Obrist | PLR        |
| Appenzell Rhodes-Extérieures | Hans Altherr           | PRD   | -                          |            |
| Appenzell Rhodes-Intérieures | Ivo Bischofberger      | PDC   | -                          |            |
| Bâle-Campagne                | Claude Janiak          | PSS   | -                          |            |
| Bâle-Ville                   | Anita Fetz             | PSS   | -                          |            |
| Berne                        | Werner Luginbühl       | PBD   | Hans Stöckli               | PSS        |
| Fribourg                     | Urs Schwaller          | PDC   | Christian Levrat           | PSS        |
| Genève                       | Liliane Maury-Pasquier | PSS   | Robert Cramer              | PES        |
| Glaris                       | Pankraz Freitag        | PRD   | This Jenny                 | UDC        |
| Grisons                      | Stefan Engler          | PDC   | Martin Schmid              | PRD        |
| Jura                         | Claude Hêche           | PSS   | Anne Seydoux-Christe       | PDC        |
| Lucerne                      | Konrad Graber          | PDC   | Georges Theiler            | PLR        |
| Neuchâtel                    | Didier Berberat        | PSS   | Raphaël Comte              | PRD        |
| Nidwald                      | Paul Niederberger      | PDC   | -                          |            |
| Obwald                       | Hans Hess              | PRD   | -                          |            |
| Saint-Gall                   | Karin Keller-Sutter    | PRD   | Paul Rechsteiner           | PSS        |
| Schaffhouse                  | Hannes Germann         | UDC   | Thomas Minder              | Sans parti |
| Schwyz                       | Alex Kuprecht          | UDC   | Peter Föhn                 | UDC        |
| Soleure                      | Roberto Zanetti        | PSS   | Pirmin Bischof             | PDC        |
| Tessin                       | Filippo Lombardi       | PDC   | Fabio Abate                | PLR        |
| Thurgovie                    | Roland Eberle          | UDC   | Brigitte Häberli-Koller    | PDC        |
| Uri                          | Isidor Baumann         | PDC   | Markus Stadler             | PVL        |
| Vaud                         | Luc Recordon           | PES   | Géraldine Savary           | PSS        |
| Valais                       | Jean-René Fournier     | PDC   | René Imoberdorf            | PDC        |
| Zoug                         | Peter Bieri            | PDC   | Joachim Eder               | PRD        |
| Zurich                       | Felix Gutzwiller       | PLR   | Verena Diener              | PVL        |

## Législature 2007-2011
Composition du Conseil des États pour la 48e législature de l'Assemblée fédérale suisse, soit les années 2007-2011.
| Canton                       | 1er siège                  | Parti | 2e siège             | Parti |
| ---------------------------- | -------------------------- | ----- | -------------------- | ----- |
| Argovie                      | Christine Egerszegi-Obrist | PRD   | Maximilian Reimann   | UDC   |
| Appenzell Rhodes-Extérieures | Hans Altherr               | PRD   | -                    |       |
| Appenzell Rhodes-Intérieures | Ivo Bischofberger          | PDC   | -                    |       |
| Bâle-Campagne                | Claude Janiak              | PSS   | -                    |       |
| Bâle-Ville                   | Anita Fetz                 | PSS   | -                    |       |
| Berne                        | Adrian Amstutz             | UDC   | Werner Luginbühl     | PBD   |
| Fribourg                     | Urs Schwaller              | PDC   | Alain Berset         | PSS   |
| Genève                       | Liliane Maury-Pasquier     | PSS   | Robert Cramer        | PES   |
| Glaris                       | Pankraz Freitag            | PRD   | This Jenny           | UDC   |
| Grisons                      | Christoffel Brändli        | UDC   | Theo Maissen         | PDC   |
| Jura                         | Claude Hêche               | PSS   | Anne Seydoux-Christe | PDC   |
| Lucerne                      | Helen Leumann-Würsch       | PRD   | Konrad Graber        | PDC   |
| Neuchâtel                    | Didier Berberat            | PSS   | Raphaël Comte        | PRD   |
| Nidwald                      | Paul Niederberger          | PDC   | -                    |       |
| Obwald                       | Hans Hess                  | PRD   | -                    |       |
| Saint-Gall                   | Erika Forster              | PRD   | Eugen David          | PDC   |
| Schaffhouse                  | Peter Briner               | PRD   | Hannes Germann       | UDC   |
| Schwyz                       | Alex Kuprecht              | UDC   | Bruno Frick          | PDC   |
| Soleure                      | Rolf Büttiker              | PRD   | Roberto Zanetti      | PSS   |
| Tessin                       | Dick Marty                 | PRD   | Filippo Lombardi     | PDC   |
| Thurgovie                    | Philipp Stähelin           | PDC   | Hermann Bürgi        | UDC   |
| Uri                          | Markus Stadler             | PVL   | Hansheiri Inderkum   | PDC   |
| Vaud                         | Géraldine Savary           | PSS   | Luc Recordon         | PES   |
| Valais                       | Jean-René Fournier         | PDC   | René Imoberdorf      | PDC   |
| Zoug                         | Peter Bieri                | PDC   | Rolf Schweiger       | PRD   |
| Zurich                       | Felix Gutzwiller           | PRD   | Verena Diener        | PVL   |

## Législature 2003-2007
Composition du Conseil des États pour la 47e législature de l'Assemblée fédérale suisse, soit les années 2003-2007.
| Canton                       | 1er siège                     | 2e siège                  |
| ---------------------------- | ----------------------------- | ------------------------- |
| Argovie                      | Thomas Pfisterer (PRD)        | Maximilian Reimann (UDC)  |
| Appenzell Rhodes-Extérieures | Hans Altherr (PRD)            | -                         |
| Appenzell Rhodes-Intérieures | Carlo Schmid-Sutter (PDC)     | -                         |
| Bâle-Campagne                | Hans Fünfschilling (PRD)      | -                         |
| Bâle-Ville                   | Anita Fetz (PSS)              | -                         |
| Berne                        | Simonetta Sommaruga (PSS)     | Hans Lauri (UDC)          |
| Fribourg                     | Urs Schwaller (PDC)           | Alain Berset (PSS)        |
| Genève                       | Christiane Brunner (PSS)      | Françoise Saudan (PRD)    |
| Glaris                       | Franz Schiesser (PRD)         | This Jenny (UDC)          |
| Grisons                      | Christoffel Brändli (UDC)     | Theo Maissen (PDC)        |
| Jura                         | Madeleine Amgwerd (PDC)       | Pierre-Alain Gentil (PSS) |
| Lucerne                      | Helen Leumann-Würsch (PRD)    | Franz Wicki (PDC)         |
| Neuchâtel                    | Pierre Bonhôte (PSS)          | Gisèle Ory (PSS)          |
| Nidwald                      | Marianne Slongo (PDC)         | -                         |
| Obwald                       | Hans Hess (PRD)               | -                         |
| Saint-Gall                   | Erika Forster (PRD)           | Eugen David (PDC)         |
| Schaffhouse                  | Peter Briner (PRD)            | Hannes Germann (UDC)      |
| Schwyz                       | Alex Kuprecht (UDC)           | Bruno Frick (PDC)         |
| Soleure                      | Rolf Büttiker (PRD)           | Ernst Leuenberger (PSS)   |
| Tessin                       | Dick Marty (PRD)              | Filippo Lombardi (PDC)    |
| Thurgovie                    | Philipp Stähelin (PDC)        | Hermann Bürgi (UDC)       |
| Uri                          | Hansruedi Stadler (PDC)       | Hansheiri Inderkum (PDC)  |
| Vaud                         | Christiane Langenberger (PRD) | Michel Béguelin (PSS)     |
| Valais                       | Simon Epiney (PDC)            | Rolf Escher (PDC)         |
| Zoug                         | Peter Bieri (PDC)             | Rolf Schweiger (PRD)      |
| Zurich                       | Trix Heberlein (PRD)          | Hans Hofmann (UDC)        |